# Refuge faunique national de Tule Lake
Le Tule Lake National Wildlife Refuge est une aire protégée, concernée par un plan de gestion des habitats ou des espèces, établi et mis à jour sous le contrôle de l'United States Fish and Wildlife Service.

## Géographie

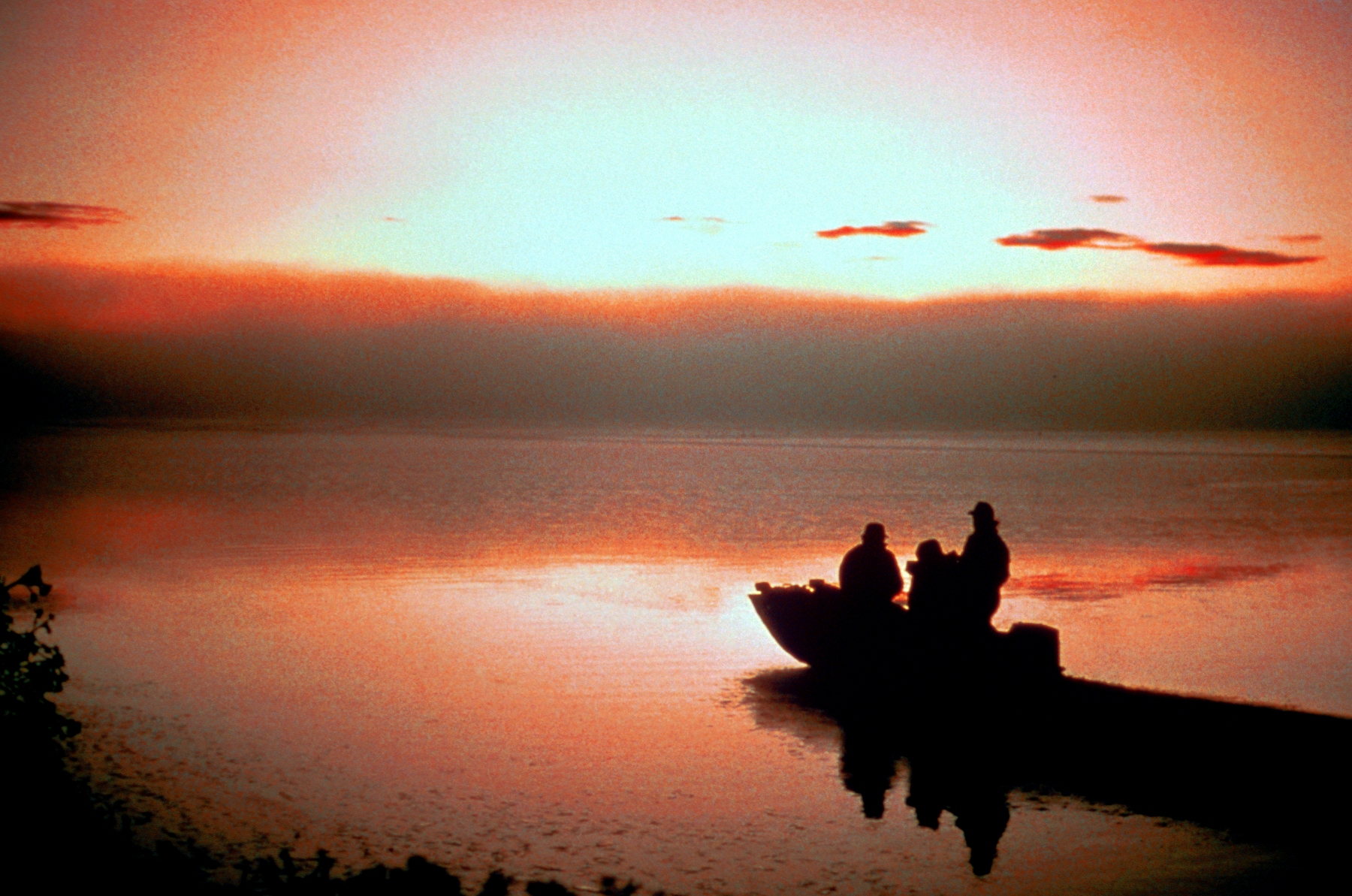
Coucher de soleil sur le lac Tule

Fondée en 1928, cet espace protégé d'une superficie d'environ 158,3 km2 est situé près de la ville de Klamath Falls, à cheval sur les comtés de Modoc et de Siskiyou en Californie.

## Écologie
Les zones humides bordant le nord ouest du lac ont été pour partie dégradée par des canaux de drainage, mais un vaste complexe de zones humides tourbeuse a subsisté. 
Le lac est très eutrophisé par les apports de nutriments (nitrates, phosphates liés au contexte agricole et à l'urbanisation (il est localement plus ou moins urbanisé sur sa partie Est et sud)
Le refuge, dont 69 km2 sont loués à des fermiers, est une étape importante sur le corridor de migration de nombreux oiseaux d'eau lors des migrations de printemps et d'automne, ce qui en fait un élément-« gué » du réseau écologique panaméricain.

## Objectifs du refuge

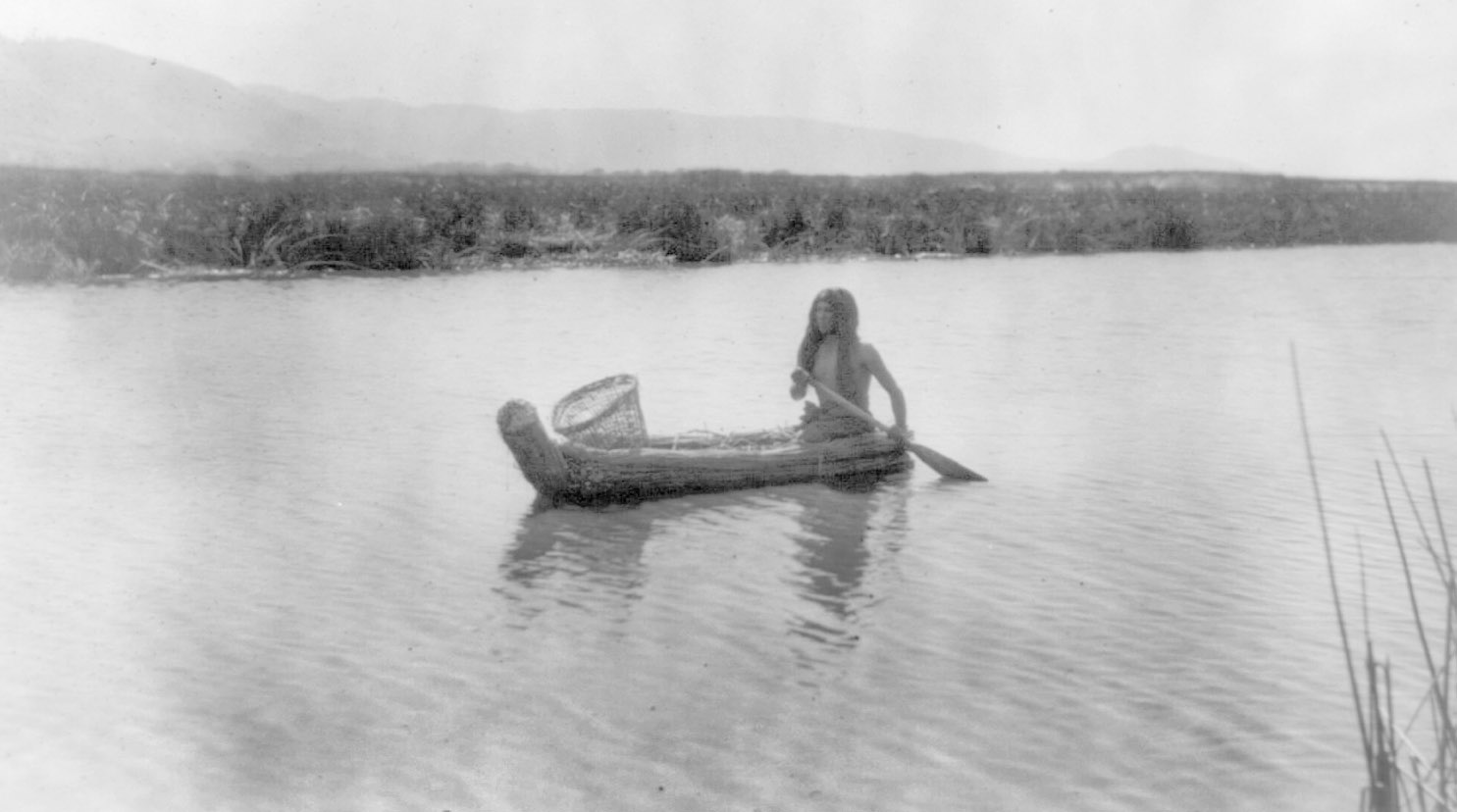
Embarcation utilisée par les amérindiens pomo faite de roseaux, sur le lac supérieur Tule (Photo de Edward S. Curtis

- Maintenir l'habitat des espèces en danger, menacées ou sensibles, comme élément relictuel du réseau écologique local.
- Conservation des habitats marécageux et développement d'une agriculture durable.
- Préservation de la biodiversité du bassin de Klamath par la protection des habitats sauvages et des représentants de la vie sauvage.
- S'assurer de la conformité des pratiques agricoles dans le refuge.

## Espèces

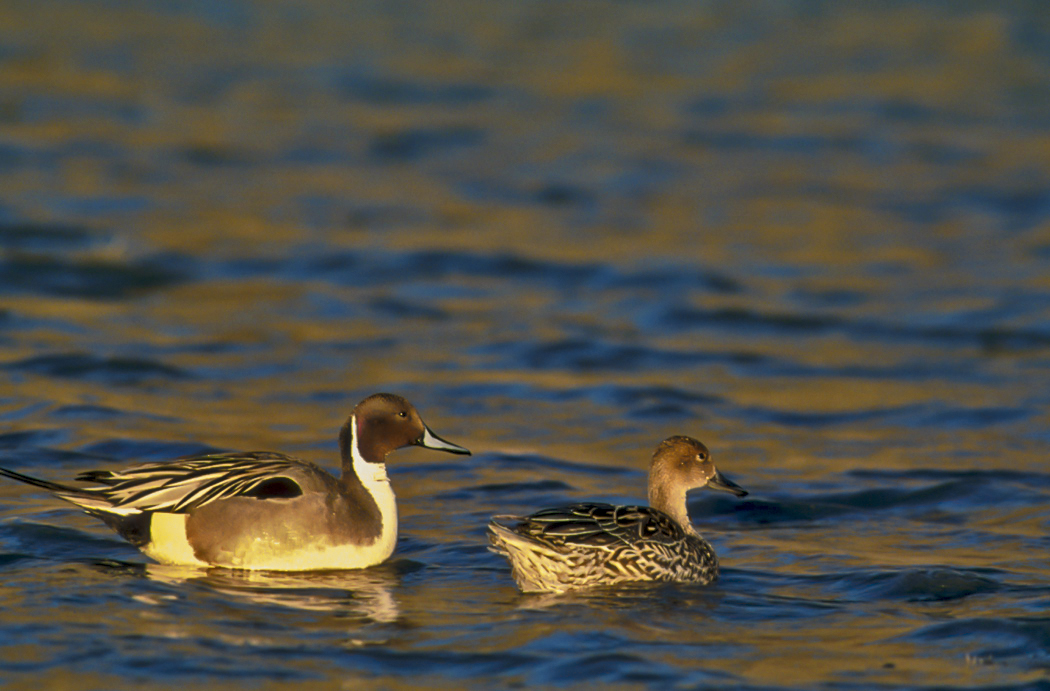
Anas acuta

On peut notamment y observer des espèces jugées remarquables, telles que :
- Pygargue à tête blanche
- Aigle royal
- Pélican d'Amérique
- Ibis à face blanche
- Faucon pèlerin